# Ле-Пон-де-Кле (кантон)
Ле-Пон-де-Кле (фр. Le Pont-de-Claix) — кантон во Франции, департамент Изер, регион Рона — Альпы, округ Гренобль. INSEE код кантона — 3820. Граничит с кантонами Фонтен-Веркор (3807), Матезин-Триев (3815), Уазан-Романш (3819), Фонтен-Сейссине (3806) и Эшироль (3805). Кантон был создан в 2015 году объединением кантонов Виф (5 коммун), частично Визий (6 коммун) и одной коммуны из Эбанс.

## Население
Согласно переписи 2012 года (считается население коммун, которые в 2015 году были включены в кантон) население Ле-Пон-де-Кле составляло 44 436 человека. Из них 26,1 % были младше 20 лет, 14,4 % — старше 65. 26,7 % имеет высшее образование. Безработица — 8,0 %.

## Коммуны кантона
В кантон входят 12 коммун, из них главной коммуной является Пон-де-Кле.
| Коммуна            | Название по-французски    | Население, чел. (2012) | Площадь | Код INSEE |
| ------------------ | ------------------------- | ---------------------- | ------- | --------- |
| Брие-э-Ангон       | Briй-et-Angonnes          | 2482                   | 9,70    | 38059     |
| Шампанье           | Champagnier               | 1278                   | 6,61    | 38068     |
| Шам-сюр-Драк       | Champ-sur-Drac            | 3097                   | 8,92    | 38071     |
| Ле-Гюа             | Le Gua                    | 1839                   | 28,4    | 38187     |
| Эрбей              | Herbeys                   | 1352                   | 7,73    | 38188     |
| Жарри              | Jarrie                    | 3823                   | 13,26   | 38200     |
| Нотр-Дам-де-Коммье | Notre-Dame-de-Commiers    | 460                    | 4,79    | 38277     |
| Пон-де-Кле         | Le Pont-de-Claix          | 11221                  | 5,6     | 38317     |
| Сен-Жорж-де-Комье  | Saint-Georges-de-Commiers | 2110                   | 14,62   | 38388     |
| Сен-Поль-де-Варс   | Saint-Paul-de-Varces      | 2216                   | 20      | 38436     |
| Варс-Альер-э-Риссе | Varces-Alliиres-et-Risset | 6583                   | 21      | 38524     |
| Виф                | Vif                       | 7975                   | 28,30   | 38545     |

## Политика
Согласно закону от 17 мая 2013 года избиратели каждого кантона в ходе выборов выбирают двух членов генерального совета департамента разного пола. Они избираются на 6 лет большинством голосов по результату двух туров выборов.
В первом туре кантональных выборов 22 марта 2015 года в Ле-Пон-де-Кле баллотировались 6 пар кандидатов (явка составила 48,47 %). Во втором туре 29 марта, Пьер Гимель и Сандрин Мартан-Гран были избраны с поддержкой 66,00 % на 2015—2021 годы. Явка на выборы составила 48,04 %.
| Мандат | Мандат | Кандидаты                         |                | Партия             | Первый тур | Первый тур     | Второй тур | Второй тур |
| Мандат | Мандат | Кандидаты                         | Кол-во голосов | Партия             | % голосов  | Кол-во голосов | % голосов  |            |
| ------ | ------ | --------------------------------- | -------------- | ------------------ | ---------- | -------------- | ---------- | ---------- |
| 2015   | 2021   | Пьер Гимель и Сандрин Мартан-Гран |                | союз правых        | 3865       | 25,67          | 8869       | 66,00      |
| 2015   | 2021   | Амандин Мунсиф и Этьен Золфаар    |                | Национальный фронт | 4057       | 26,94          | 4568       | 34,00      |
| 2015   | 2021   | Сам Тоскано и Паскаль Виро        |                | союз левых         | 3208       | 21,31          | -          | -          |
| 2015   | 2021   | Франсуа Диаз и Брижит Перилье     |                | беспартийные левые | 1789       | 5,56           | -          | -          |
| 2015   | 2021   | Жерар Гбеири и Анн-Софи Меро      |                | беспартийные левые | 1281       | 8,51           | -          | -          |
| 2015   | 2021   | Жульен Жило и Симон Торре         |                | ФКП                | 857        | 5,69           | -          | -          |